# Округ Биверхед (Монтана)
Биверхед (енгл. Beaverhead County) је округ у америчкој савезној држави Монтана.

## Демографија
По попису из 2010. године број становника је 9.246, што је 44 (0,5%) становника више него 2000. године.
| Група             | 2000.         | 2010.         |
| Белци             | 8.687 (94,4%) | 8.567 (92,7%) |
| Афроамериканци    | 17 (0,2%)     | 23 (0,2%)     |
| Азијати           | 17 (0,2%)     | 36 (0,4%)     |
| Хиспаноамериканци | 246 (2,7%)    | 338 (3,7%)    |
| Укупно            | 9.202         | 9.246         |